# Übergossene Alm
Übergossene Alm är en glaciär i Österrike.   Den ligger i förbundslandet Salzburg, i den centrala delen av landet, 260 km väster om huvudstaden Wien. Übergossene Alm ligger 2 500 meter över havet.
Terrängen runt Übergossene Alm är huvudsakligen bergig, men söderut är den kuperad. Übergossene Alm ligger uppe på en höjd. Närmaste större samhälle är Saalfelden am Steinernen Meer, 16,4 km väster om Übergossene Alm. 
I omgivningarna runt Übergossene Alm växer i huvudsak blandskog. Runt Übergossene Alm är det ganska glesbefolkat, med 45 invånare per kvadratkilometer.